# Breno (Italia)
Breno (Bré in dialetto camuno, Brenn in tedesco, desueto) è un comune italiano di 4 639 abitanti, della Val Camonica, in provincia di Brescia in Lombardia.
Il territorio di Breno confina con diversi comuni: a est quello di Bagolino, Borgo Chiese e Valdaone, a nord quello di Niardo, Braone, Ceto e Losine, ad ovest quello di Malegno e Cividate Camuno, ed a sud quello di Bienno.
Il paese è un importante centro amministrativo con la sede della Comunità Montana di Valle Camonica e del BIM della Valle Camonica.

## Geografia fisica

### Territorio

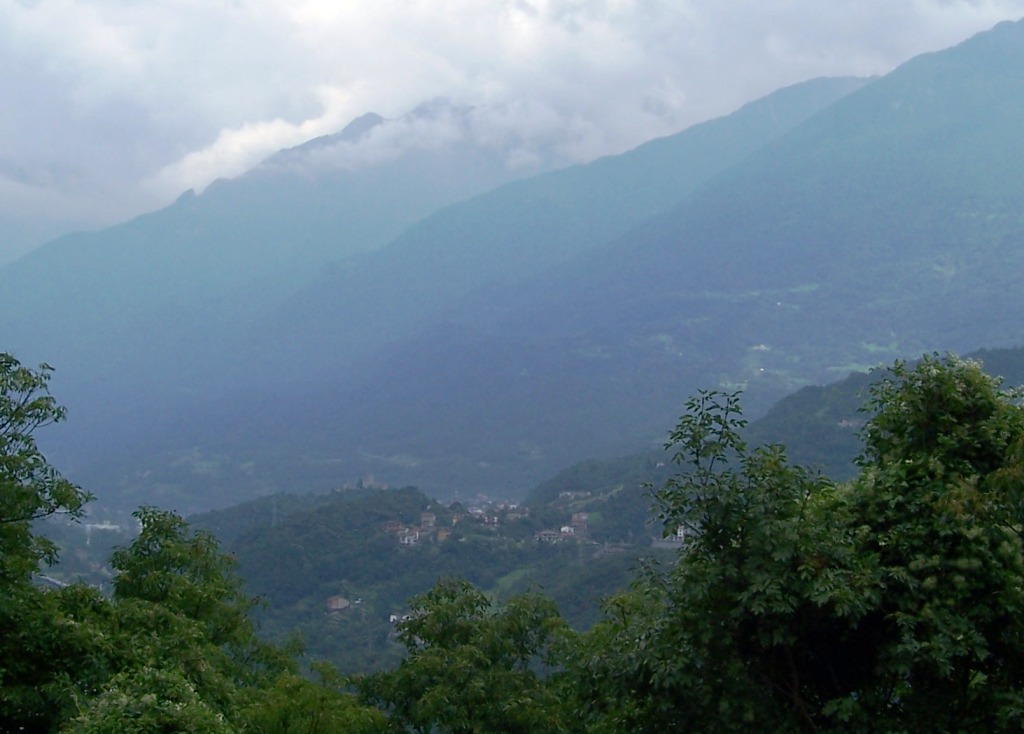
Breno visto da Ossimo

L'abitato di Breno sorge in una forra naturale dalla direzione nord-sud, tra la collina del Castello ed il Corno Cerreto. Alcuni studiosi ritengono che la forra fosse stata anticamente l'alveo dell'Oglio, che oggi scorre invece più a est, di là del colle del Castello.
Il territorio comunale, in massima parte montuoso, è delimitato ad ovest dal solco principale della Val Camonica, mentre ad est si estende sulle montagne del suo lato orografico sinistro, comprendendo anche la parte più alta della Valle del Caffaro, fino al confine con il Trentino. La quota massima del territorio comunale è costituita dal Cornone di Blumone (2843 m), una vetta del Gruppo dell'Adamello.

### Clima
Il clima a Breno è freddo e temperato, con piovosità significativa durante tutto l'anno.
La temperatura media annuale è di 5,3 °C, essendo luglio il mese con temperature più alte (19,3 °C) e gennaio il mese con temperature più basse (-10,4 °C).
La piovosità media annuale è di 1807 mm. In particolare le piogge sono più scarse nel mese di gennaio (67 mm) e più abbondanti nel mese di giugno (213 mm).
| Breno               | Mesi  | Mesi | Mesi | Mesi | Mesi | Mesi | Mesi | Mesi | Mesi | Mesi | Mesi | Mesi | Stagioni | Stagioni | Stagioni | Stagioni | Anno  |
| Breno               | Gen   | Feb  | Mar  | Apr  | Mag  | Giu  | Lug  | Ago  | Set  | Ott  | Nov  | Dic  | Inv      | Pri      | Est      | Aut      | Anno  |
| ------------------- | ----- | ---- | ---- | ---- | ---- | ---- | ---- | ---- | ---- | ---- | ---- | ---- | -------- | -------- | -------- | -------- | ----- |
| T. max. media (°C)  | 0,2   | 1,2  | 4,8  | 8,2  | 13,3 | 17,7 | 19,3 | 18,9 | 15,2 | 11,0 | 5,2  | 1,2  | 0,9      | 8,8      | 18,6     | 10,5     | 9,7   |
| T. min. media (°C)  | −10,4 | −9,2 | −4,3 | −0,5 | 3,8  | 8,2  | 10,0 | 9,9  | 6,7  | 2,8  | −2,4 | −7,8 | −9,1     | −0,3     | 9,4      | 2,4      | 0,6   |
| Precipitazioni (mm) | 67    | 70   | 92   | 158  | 197  | 213  | 204  | 199  | 170  | 174  | 177  | 86   | 223      | 447      | 616      | 521      | 1 807 |

## Origini del nome
Il nome del comune potrebbe derivare dal celtico Brig ("monte").

## Storia
In cima al colle del Castello è stata ritrovata un'abitazione risalente al neolitico. In località Spinera, presso il fiume Oglio, è presente il santuario di Minerva del I secolo, andato bruciato nel V secolo.
Nel medioevo viene ricordato che presso il castello di Breno vi fossero due torri: una guelfa, appartenente alla famiglia Ronchi, l'altra ghibellina, della famiglia Alberzoni. Nel XII secolo è riportata una lotta tra Breno e Niardo per il possesso del monte Stabio. In data compresa tra il 1206 ed il 1230 la contrada di Onera venne seppellita da un'esondazione del fiume Oglio.
Nel 1304 fra Dolcino, supportato dai Signori di Breno, entra in Val Camonica tramite il Passo Crocedomini e raggiunge la pianura bresciana per incontrare Matteo Visconti. Il 19 ottobre 1336 il vescovo di Brescia Jacopo de Atti investe iure feudi dei diritti di decima nei territori di Breno, Borno, Astrio, Monno e Ossimo Girardo del fu Giovanni Ronchi di Breno.
Il 28 gennaio 1350 il vescovo di Brescia Bernardo Tricardo investe iure feudi dei diritti di decima nei territori di Breno, Borno, Pescarzo, Cerveno e Corteno Golgi Bertolino e Giacomo Alberzoni di Breno. Il 15 maggio 1365 il vescovo di Brescia Enrico da Sessa investe iure feudi dei diritti di decima nei territori di Breno, Vione, Vezza, Sonico, Malonno, Berzo Demo, Astrio, Ossimo e Losine Giovanni e Gerardo del fu Pasino Federici di Mù.
Il 31 dicembre 1397 avviene la pace di Breno tra gli schieramenti guelfi e ghibellini. I rappresentanti della comunità di Breno si schierarono sia sulla sponda ghibellina (Betino di Giovanni e Clarino Marone Ronchi) che su quella guelfa (Francescino di Pasolino Ronchi). Il 14 agosto 1423 il vescovo di Brescia Francesco Marerio investe iure feudi dei diritti di decima nei territori di Breno e Borno Andriolo Ronchi di Breno. Durante l'età veneziana in Valle Camonica Breno era sede della Comunità di Valle Camonica. Nel 1591 viene stabilito il monte di pietà per impulso della signora Barbara Leoni Alberzoni.
Nel 1629 si spica una montagna et dirupando cade con grandissima ruina, fracassando il cimiterio della chiesa et poi una mano di case et fienili, con la morte di moltissime persone. Nel 1630, durante la peste, viene fondato un lazzaretto in contrada Valmorina. Agli inizi del Seicento operava in paese l'Accademia, una istituzione scolastica di livello superiore.
Con l'arrivo della rivoluzione francese nel 1797 fu a capo del Cantone della Montagna (comuni di: Anfurro, Angolo, Artogne, Berzo, Berzo Demo, Bienno, Borno, Braone, Breno, Capo di Ponte, Ceto, Cerveno, Cevo, Cedegolo, Cimbergo, Cividate, Cemmo, Corteno Golgi, Cortenedolo, Darfo, Demo, Do e Ono, Edolo, Esine, Erbanno, Gorzone, Grevo, Gianico, Incudine, Lozio, Loveno, Losine, Mazzunno, Malegno, Malonno, Monno, Mù, Nadro, Niardo, Osimo, Paisco, Paspardo, Pisogne, Pezzo, Ponte di Legno, Prestine, Piano, Pontagna, Rogno, Sciano, Saviore, Sonico, Santicolo, Sellero, Temù, Terzano, Vezza, Villa e Vione).
Nell'assetto definitivo della Repubblica Cisalpina, Breno fu inclusa nel Dipartimento dell'Adda e dell'Oglio come capoluogo del distretto XI di Breno (1798-1801; comuni: Malegno; Lozio; Cividate; Bienno; Prestine; Berzo inferiore; Esine; Borno; Ossimo; Losine; Niardo) e infine nel Dipartimento del Serio (1801-1815), distretto IV di Breno, cantone I di Breno (1805-1815; comuni: Anfurro, Angolo con Mazzunno, Artogne, Berzo Inferiore, Bienno con Prestine, Breno, Borno, Braone, Cemmo e Capo di Ponte, Cerveno, Ceto e Nadro, Cividate, Darfo, Erbanno, Esine, Gianico, Gorzone e Sciano, Losine, Lozio, Malegno, Niardo, Ono, Piano, Ossimo, Cimbergo con Paspardo, Pisogne Rogno Terzano).
Sotto il Regno Italico fu incluso, col decreto dell'8 giugno 1805, nel distretto IV del dipartimento del Serio, assieme a Anfurro, Angolo con Mazzunno, Artogne, Berzo Inferiore, Bienno con Prestine, Borno, Braone, Cemmo e Capo di Ponte, Cerveno, Ceto e Nadro, Cividate, Darfo, Erbanno, Esine, Gianico, Gorzone e Sciano, Losine, Lozio, Malegno, Niardo, Ono, Piano, Ossimo, Cimbergo con Paspardo, Pisogne Rogno Terzano.
Nel Regno Lombardo-Veneto (1815-1859) Breno fece parte della provincia di Bergamo quale sede del distretto XVII di Breno (comuni: Anfurro, Angolo, Mazzunno, Artogne, Berzo Inferiore, Bienno e Prestine, Breno, Borno, Braone, Capo di Ponte e Cemmo, Cerveno, Ceto con Nadro, Cimbergo, Cividate, Darfo, Erbanno con Angone, Esine, Gianico, Gorzone con Sciano, Losine, Lozio, Malegno, Niardo, Ono, Piano con Beata, Solato e Vissone, Ossimo, Paspardo, Pisogne, Rogno, Terzano.
Una lapide presso la casa Vielmi ricorda:
Nel Regno d'Italia Breno divenne capoluogo dell'omonimo circondario nella provincia di Brescia.
Oggi Breno è sede della Comunità Montana di Valle Camonica.
Lo stemma della provincia di Brescia rappresenta l'insieme di cinque blasoni: quello di Brescia al centro, quello del comune di Chiari, di Breno, di Verolanuova e di Salò.

### Antichi Originari

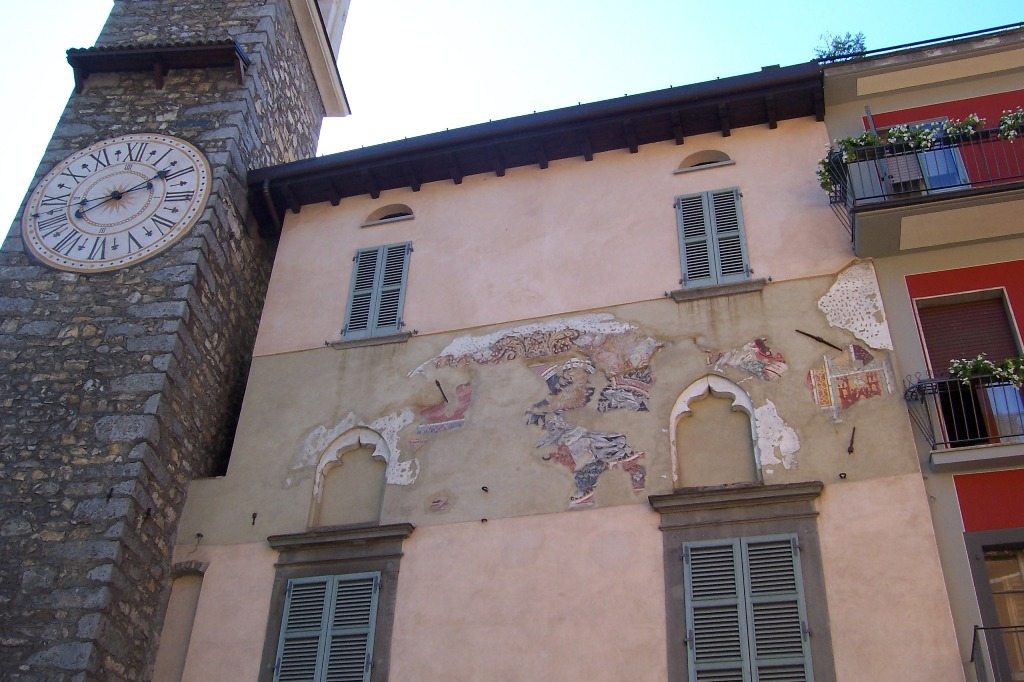
Casa del Capitanio di Valle Camonica

Breno, sede amministrativa della Val Camonica, annoverava tra le famiglie della Vicinia numerosi nobili originari del paese.
Questi sono i nomi degli Antichi Originari di Breno:
- Ronchi
- Alberzoni
- Bazoli
- Cattaneo
- Guizzardi
- Falocchi
- Clarini
- Pagnoncini
- Leoni-Galuzzi
- Tassi

### Feudatari locali
Famiglie che hanno ottenuto l'infeudazione vescovile dell'abitato:
| Famiglia  | Stemma | Periodo  |
| Ronchi    |        | 1336 - ? |
| Alberzoni |        | 1350 - ? |
| Federici  |        | 1365 - ? |
| Ronchi    |        | 1423 - ? |

### Simboli
sopra la campagna erbosa di verde con un'aquila al naturale, coronata all'antica d'oro, volante ed afferrante con le
sue branche il cervo.»
Lo stemma di Breno deriva dal vessillo della storica Comunità di Valle Camonica che aveva sede amministrativa a Breno.
Il gonfalone è un drappo di azzurro.

## Monumenti e luoghi d'interesse

### Architetture religiose

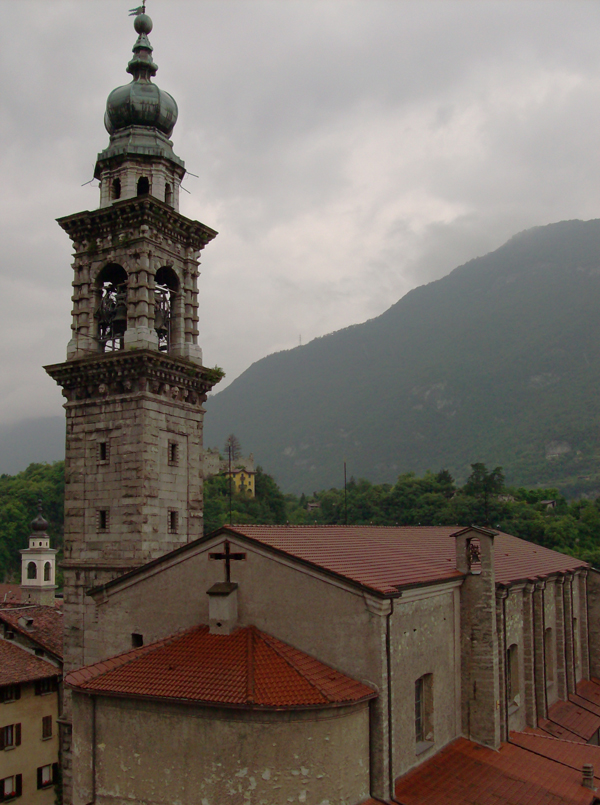
Parrocchiale di Breno

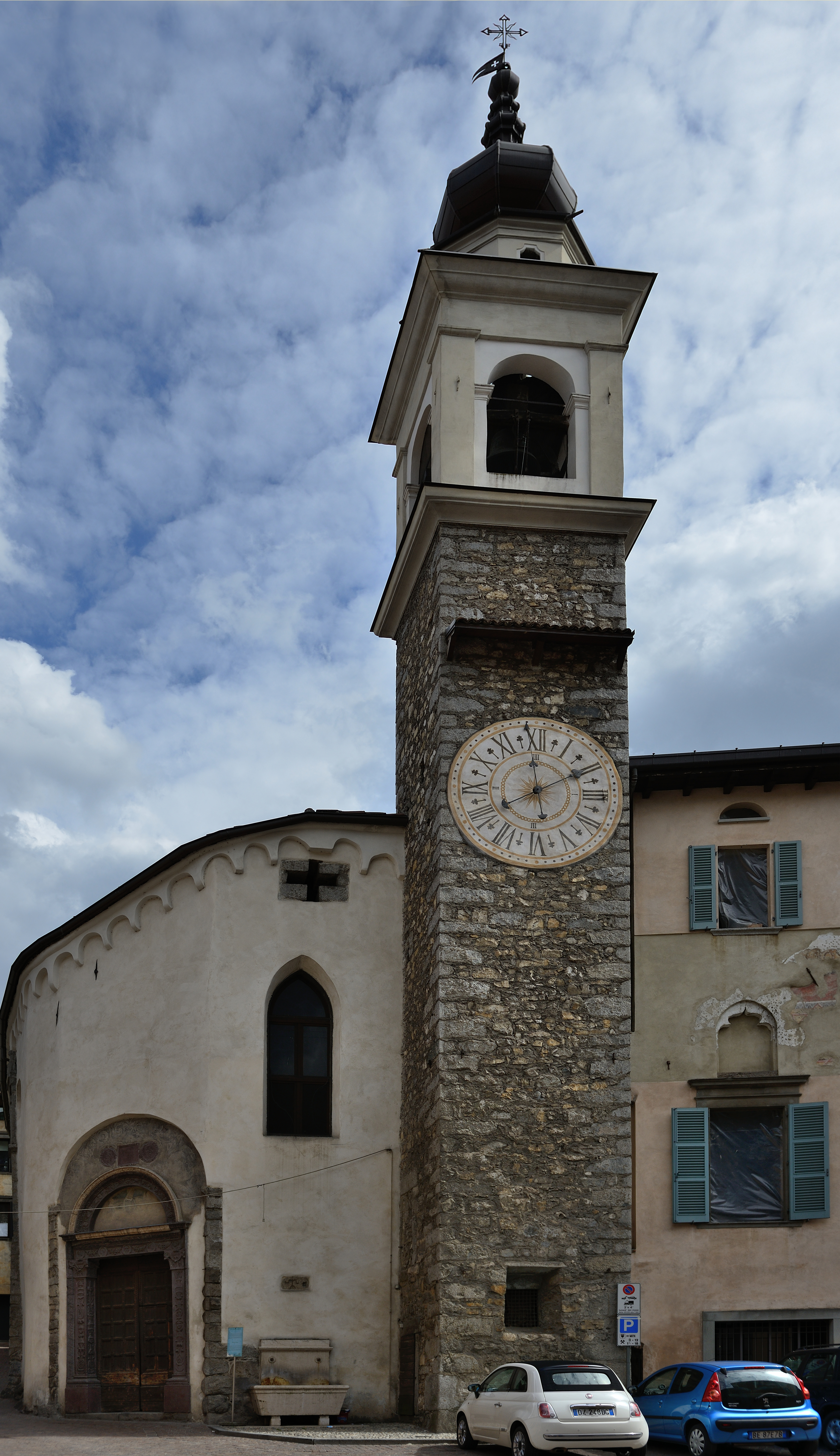
Chiesa di Sant'Antonio

- Chiesa della Trasfigurazione di Nostro Signore Gesù Cristo, parrocchiale di struttura seicentesca posizionata al centro del paese, con affreschi di Antonio Guadagnini. Gli altari sono in marmo occhialino di Ono San Pietro.
- Chiesa di Sant'Antonio, conserva notevoli opere artistiche: tra di esse va innanzi tutto menzionato l'importante ciclo di affreschi realizzato dal Romanino.
- Chiesa di Santa Maria al Ponte (o della Minerva), del '500; addossato alla struttura vi è il tempietto della Minerva.
- Chiesetta di San Carlo, del XVII secolo, con notevole serie di ex voto.
- Chiesa di San Maurizio, antica parrocchiale.
- Cappella di Sant'Apollonia, lungo la strada che porta a San Valentino.
- Chiesa di San Valentino, costruzione quattrocentesca, interni forse di Giovanni Pietro da Cemmo.

### Architetture civili
- Case-torri, in via Mazzini, le mura di Casa Domenighini e Pezzotti-Gobbetti (via Cappellini).

### Architetture militari

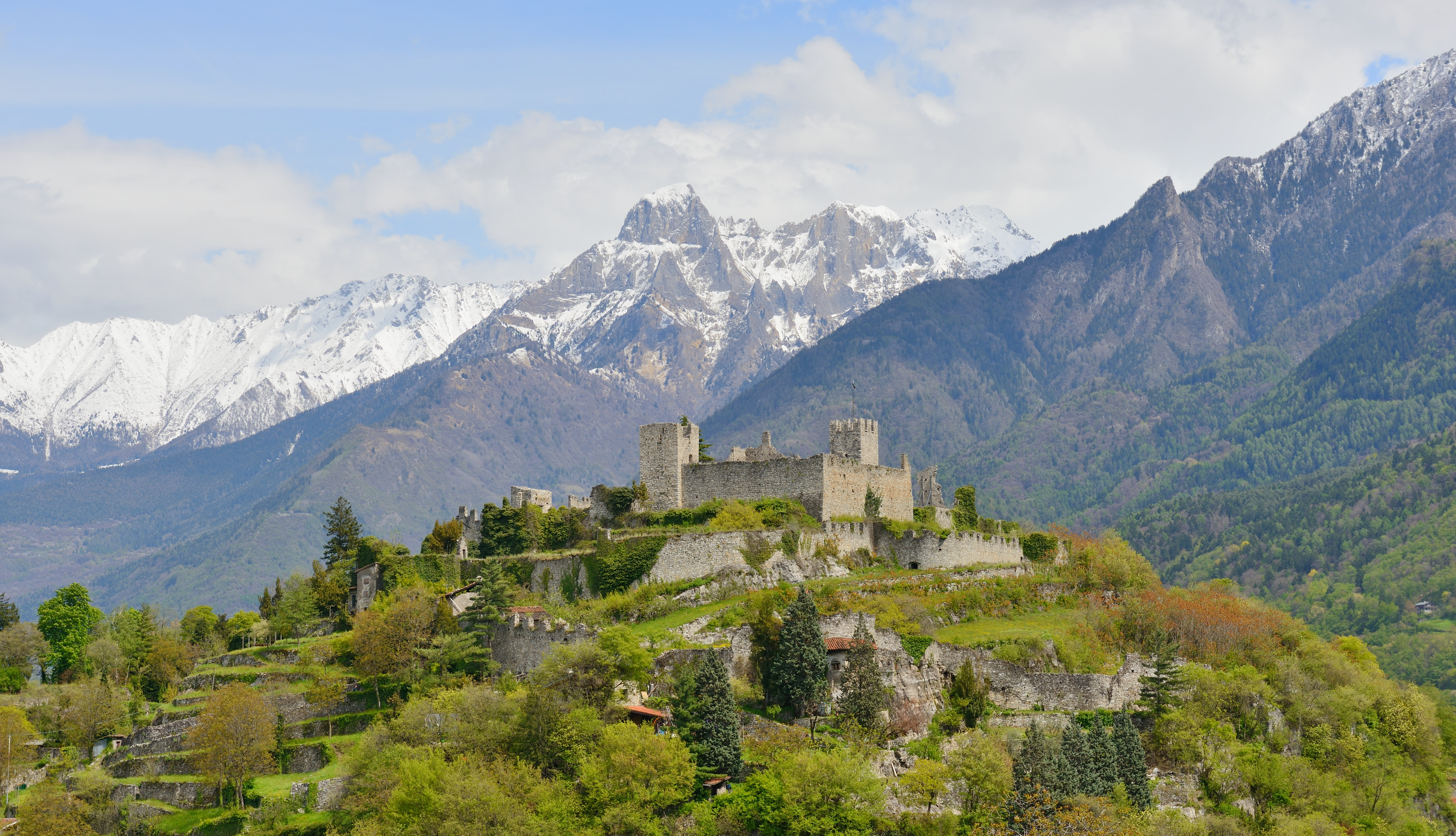
Castello di Breno

Il castello di Breno sorge sopra una collina abitata già nella preistoria, fu il principale baluardo per il controllo della Val Camonica fino al XVII secolo.

## Società

### Evoluzione demografica
Abitanti censiti

### Tradizioni e folclore
Gli scotöm sono nei dialetti camuni dei soprannomi o nomignoli, a volte personali, altre indicanti tratti caratteristici di una comunità. Quello che contraddistingue gli abitanti di Breno è Maia càrte (mangia carte) oppure Pèla pàsser.
Esistono nel folklore della Val Camonica alcuni proverbi in dialetto camuno riguardanti Breno:
- Cumudàla sa de sùra de Bré. Sistemarla al di sopra di Breno: con questo modo di dire si intendeva, un tempo, di risolvere una questione senza fare ricorso al tribunale di Breno.[29]

## Geografia antropica

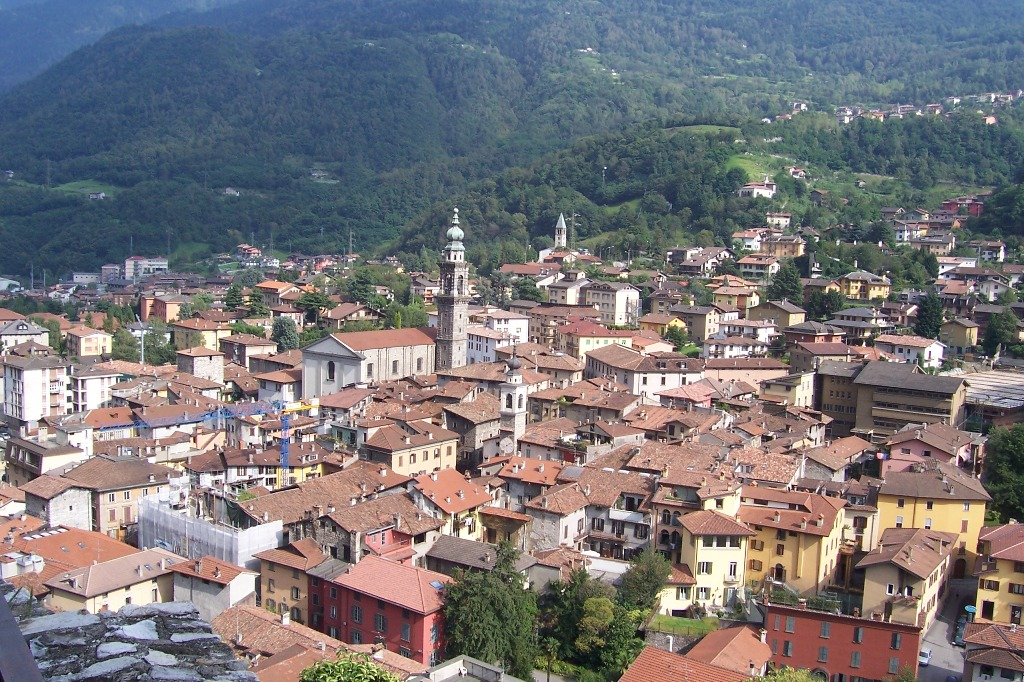
Vista di Breno dal Castello

Breno è il principale centro amministrativo della Valle Camonica. L'economia locale è fondata essenzialmente sui servizi: Scuole, Tribunale (sezione distaccata del Tribunale di Brescia), fino a pochi anni fa l'Ospedale (ora trasferito nella vicina Esine).

### Frazioni
Le frazioni del comune di Breno sono:
- Astrio
- Pescarzo
- Mezzarro
- Pilo Campogrande

## Cultura

### Musei

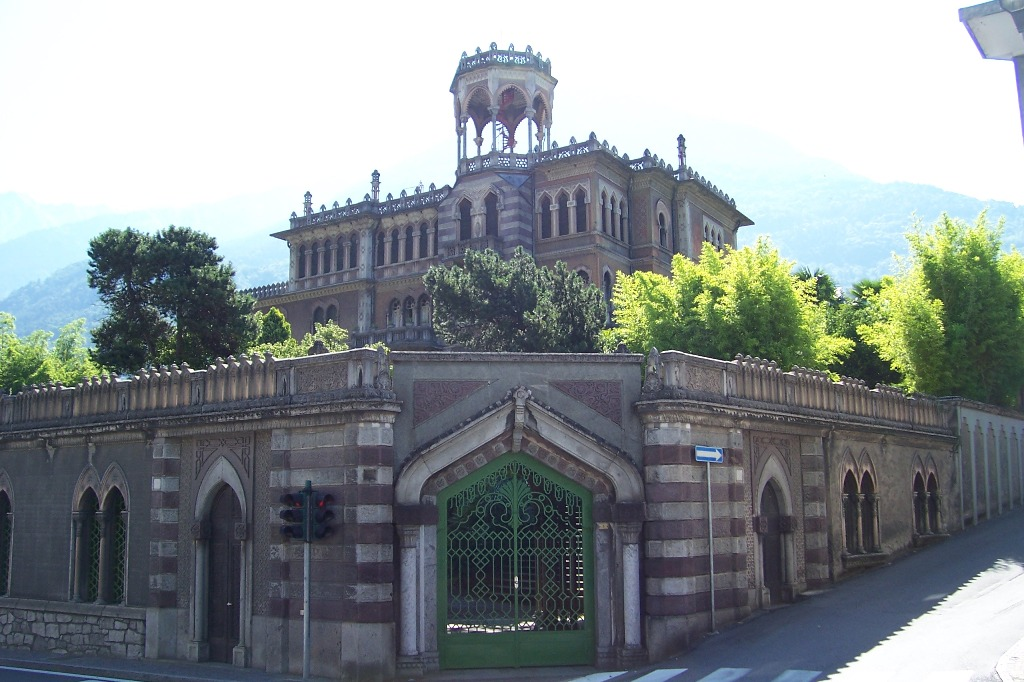
Villa Gheza

- Museo Camuno
- Museo Nostalgia Club[30]
- Santuario di Minerva

## Economia

### Industria
È presente sul territorio del comune l'acciaieria Carlo Tassara e piccole attività artigianali e di trasformazione dei prodotti locali. Breno è rinomata ancora oggi per la presenza di magli ad acqua finalizzati alla produzione di utensili metallici.

## Infrastrutture e trasporti

### Strade
Il territorio comunale è attraversato dalla Strada statale 42 del Tonale e della Mendola in tre gallerie, a oriente dell'abitato. Dal paese diparte la Strada statale 345 delle Tre Valli che porta fino al Passo di Crocedomini.

### Ferrovie
La stazione di Breno è una delle principali della Val Camonica si trova nella parte nord dell'abitato. È una fermata della linea Brescia-Iseo-Edolo.

## Amministrazione
| Periodo        | Periodo        | Primo cittadino       | Partito                                  | Carica  | Note   |
| -------------- | -------------- | --------------------- | ---------------------------------------- | ------- | ------ |
| 24 aprile 1995 | 14 giugno 1999 | Eugenio Fontana       | lista civica di centrosinistra           | Sindaco |        |

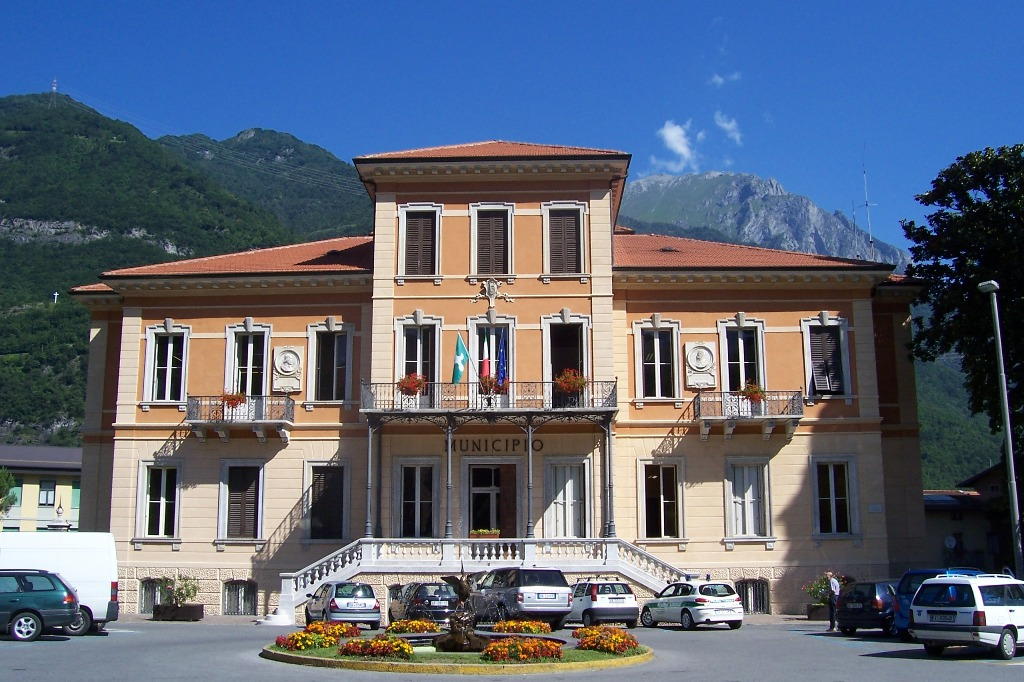
Municipio di Breno

| 14 giugno 1999 | 8 giugno 2009  | Edoardo Andrea Mensi  | Forza Italia poi Il Popolo della Libertà | Sindaco |        |
| 8 giugno 2009  | 27 maggio 2019 | Sandro Farisoglio     | lista civica di centrosinistra           | Sindaco | [ 32 ] |
| 27 maggio 2019 | in carica      | Alessandro Panteghini | lista civica di centrosinistra           | Sindaco |        |

### Altri enti

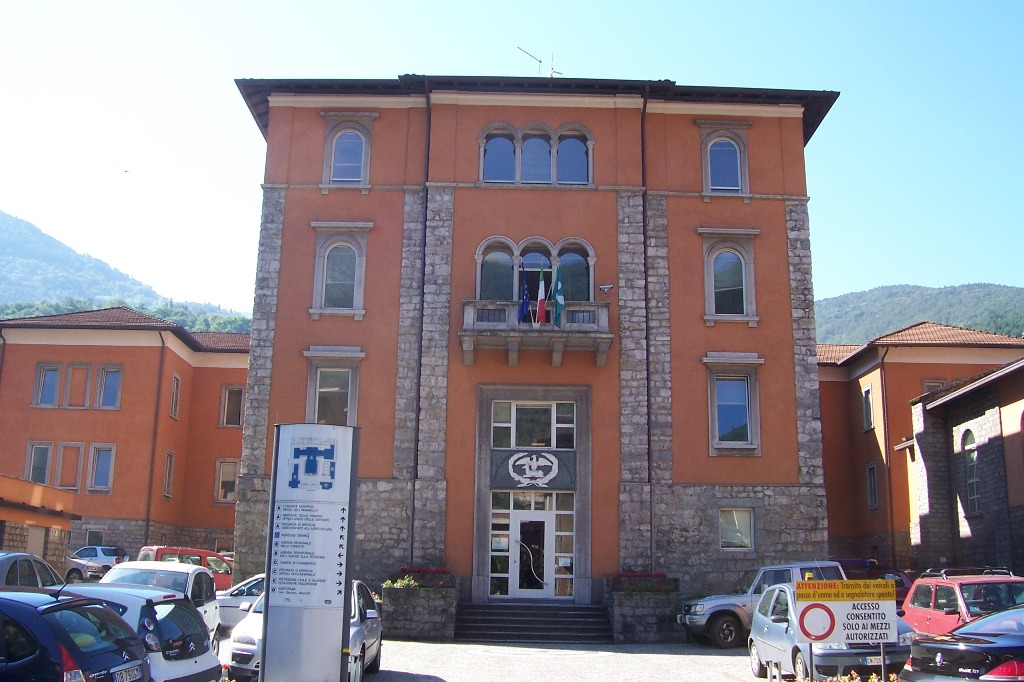
Comunità Montana di Valle Camonica

A Breno vi è la sede della Comunità Montana di Valle Camonica, de BIM di vallecamonica e dei principali Enti pubblici (Agenzia dell'entrate, Inps, Inail, Camera di commercio, Agenzia del territorio, Asl.

## Sport
La squadra di calcio del paese è l'A.S.D. Breno attiva dal 1946 inserita nel campionato di serie D.
Vinse la Coppa Italia Dilettanti nella stagione 1989-1990; nelle sue file militò Evaristo Beccalossi.

## Bibliografia

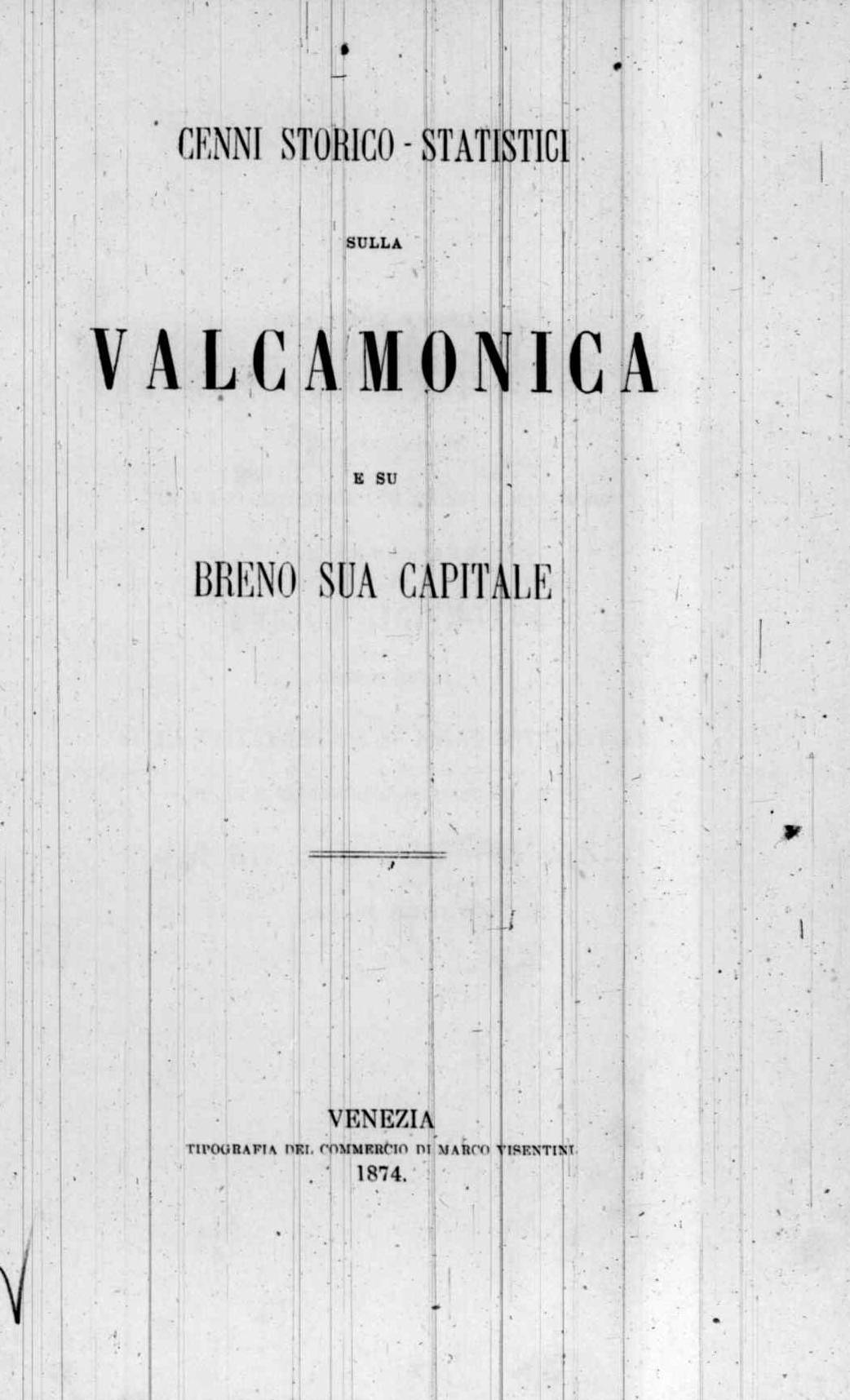
Cenni storico statistici sulla Valcamonica e su Breno sua capitale, 1874